# Deinodryinus benoiti
Deinodryinus benoiti (лат.) — вид мелких ос-дриинид рода Deinodryinus из подсемейства Anteoninae (Dryinidae). Мадагаскар.

## Описание
Мелкие осы, длина тела 6,6 мм. Основная окраска чёрная, ноги и усики светлее. Пятый членик передней лапки (протарзомер 5) имеет ламеллу примерно такой как и он же длины. Третий членик усиков (антенномер 3) в три и более раз длиннее, чем второй. Крылья с тремя замкнутыми ячейками. Самка макроптерная. Нижнечелюстные щупики состоят из 6, а нижнегубные — из 3 члеников. Формула шпор 1,1,2. Жвалы с четырьмя зубцами. В задней части головы развит полный затылочный киль. Эктопаразитотиды и хищники цикадок. У самок на передних лапках есть клешня для удерживания цикадок семейства Cicadellidae, в тот момент, когда они их временно парализуют и откладывают свои яйца.

## Классификация и этимология
Вид был впервые описан в 1984 году, а его валидный статус подтверждён в ходе ревизии африканской фауны рода, проведённой итальянским гименоптерологом профессором Массимо Ольми (Massimo Olmi; Tropical Entomology Research Center, Витербо, Италия) совместно с энтомологами Robert S. Copeland (Department of Entomology, National Museum of Natural History, Smithsonian Institution, Вашингтон, США) и Simon Van Noort (South African Museum, Iziko Museums of South Africa, and Department of Biological Sciences, University of Cape Town, ЮАР). Видовое название было дано в честь бельгийского энтомолога и арахнолога P.L.G. Benoit (1920—1995), который одним из первых исследовал дриинид Африки и Мадагаскара.